# National Highway 4 (Indien)
National Highway 4 (NH 4) ist eine Hauptfernstraße im Westen und Süden des Staates Indien. Die Strecke verbindet vier der einwohnerreichsten Städte Indiens – Mumbai, Pune, Bengaluru und Chennai und hat eine Länge von 1235 km. Sie führt durch die Bundesstaaten Maharashtra, Karnataka, Andhra Pradesh und Tamil Nadu.
NH 4 bildet etwa 90 % des Abschnittes Mumbai–Chennai der Golden Quadrilateral, einem die Städte Neu-Delhi, Chennai, Mumbai und Kolkata verbindenden Autobahnprojektes. Im Rahmen dieses Projektes wurde der NH 4 von einer einzelnen Fahrbahn mit zwei Fahrstreifen in eine zweibahnige Straße mit vier Fahrstreifen erweitert. Innerhalb des Bundesstaates Karnataka wird die Strecke auch als Pune-Bengaluru Road bezeichnet. Der Abschnitt Mumbai-Pune wurde im Jahr 2002 durch den Mumbai Pune Expressway ergänzt.
Die Fernstraße führt in Maharashtra und Karnataka durch Satara, Karad, Kolhapur, Belagavi, Dharwad, Hubballi, Davangere und Tumakuru. Zwischen Bengaluru und Chennai wird die Fernstraße durch  die National Highways NH7 und NH46 ergänzt.
Die Umgehung von Pune ist eine sechsstreifige Straße mit zweistreifigen Anliegerstraßen, die auf beiden Seiten parallel zu den Hauptfahrbahnen verlaufen. Der Stadt Katraj wird durch einen Tunnel durchquert.
NH4 führt in etwa 40 km Entfernung an den Städten Sangli und Miraj vorbei.

## Neuordnung der National Highway Nummerierung
Die indische Regierung hat im Mai 2010 ein neues System zur Nummerierung der National Highways beschlossen. Die flächendeckende Umsetzung des neuen Systems, das zu einer einfacheren Orientierung führen soll, verzögert sich allerdings. (Stand November 2011)

## Galerie

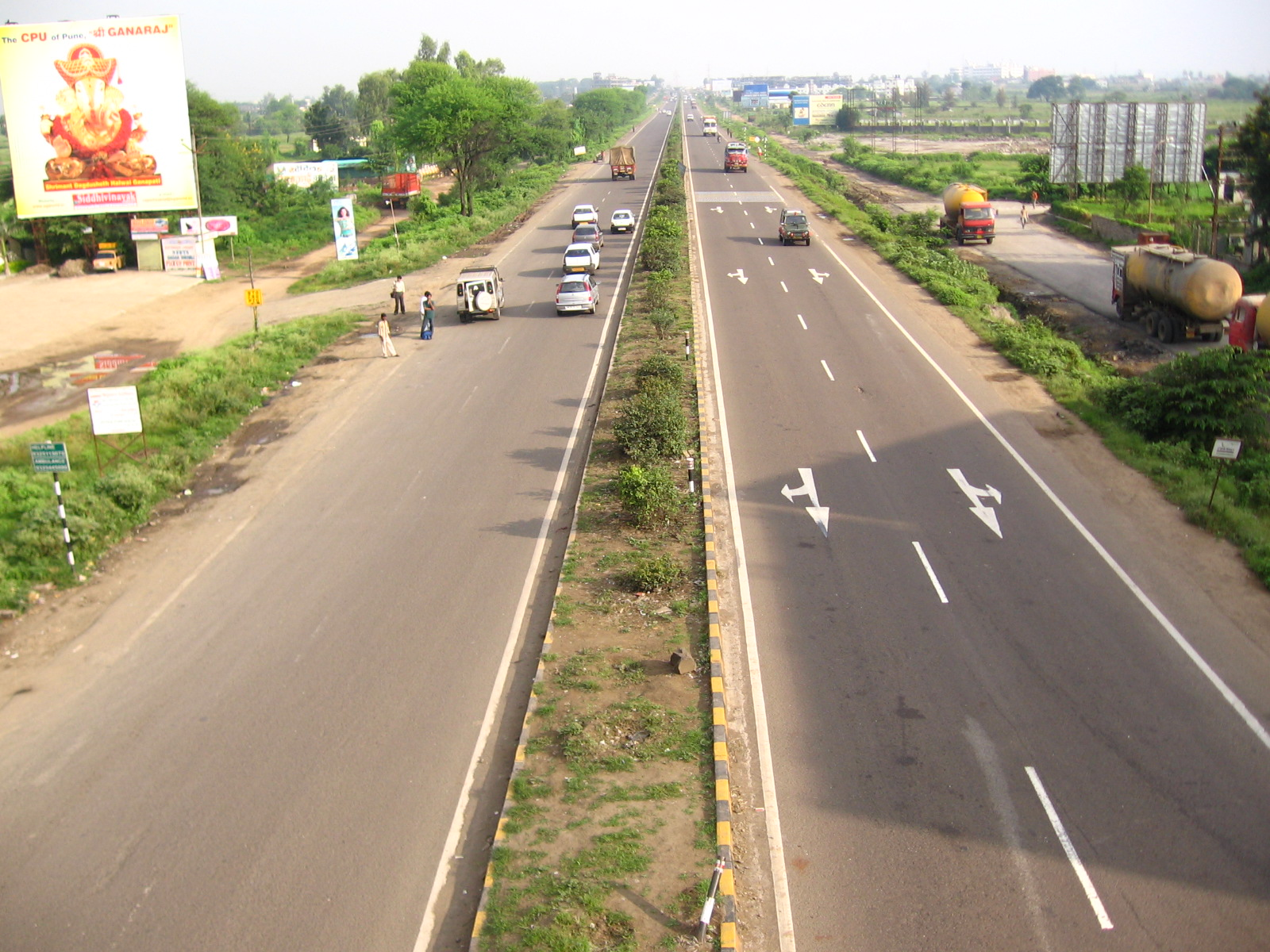
Umgehung von Pune
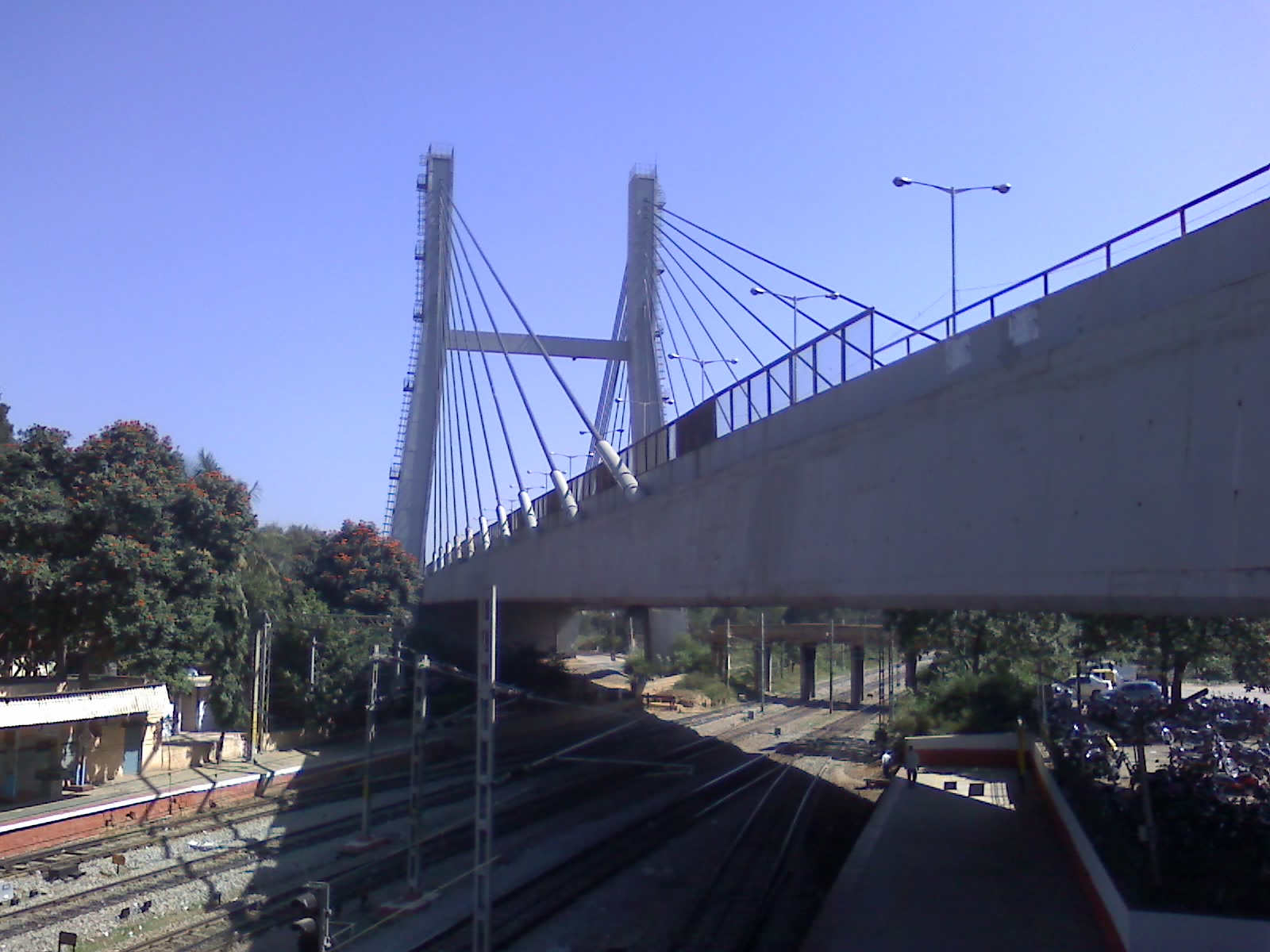
Hängebrücke der Old Madras Road, National Highway 4, über der Bahnstation Krishnarajapuram
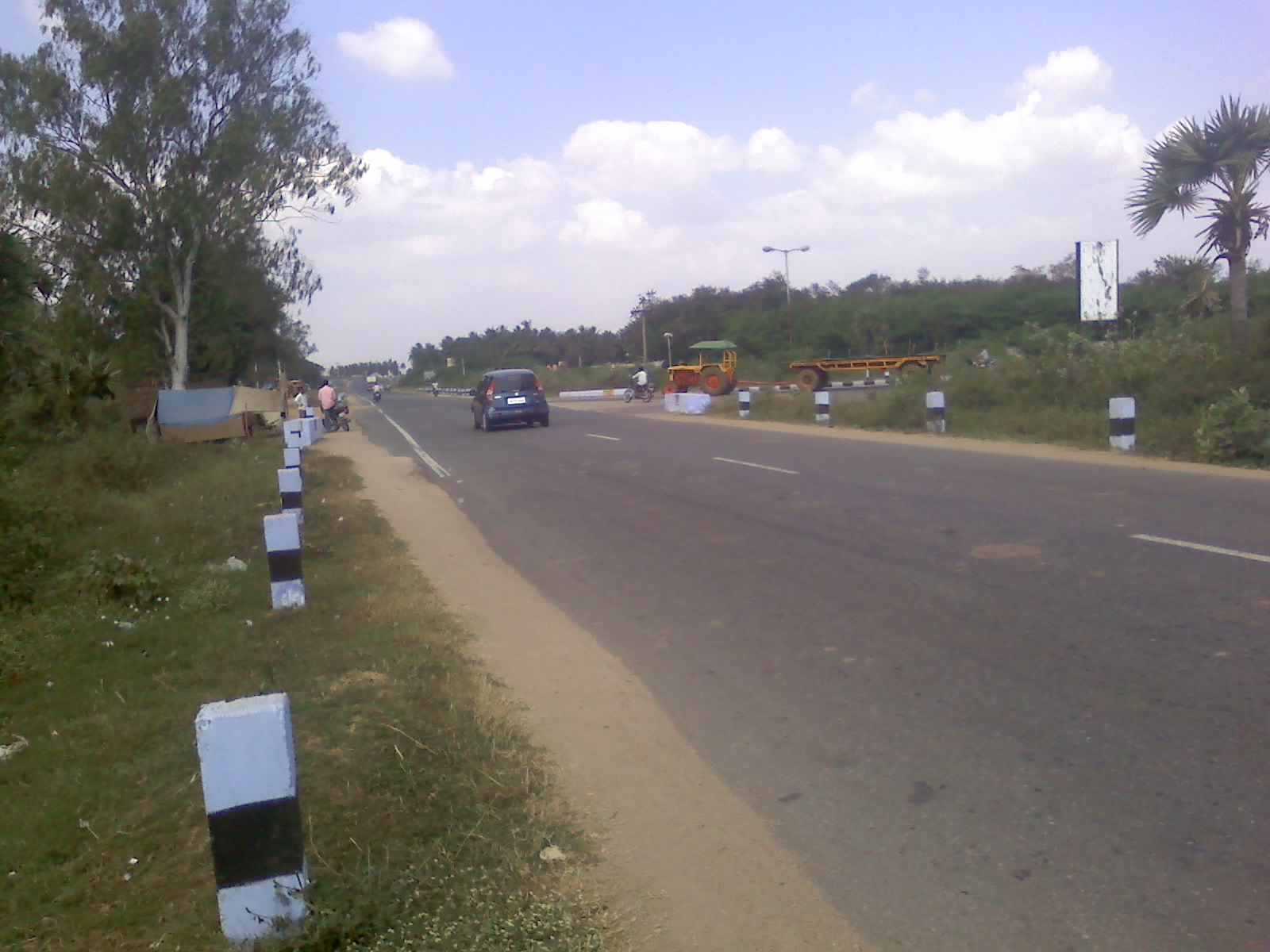
National Highway 4 bei Thiruvalam, Tamil Nadu